# 水戸バイパス

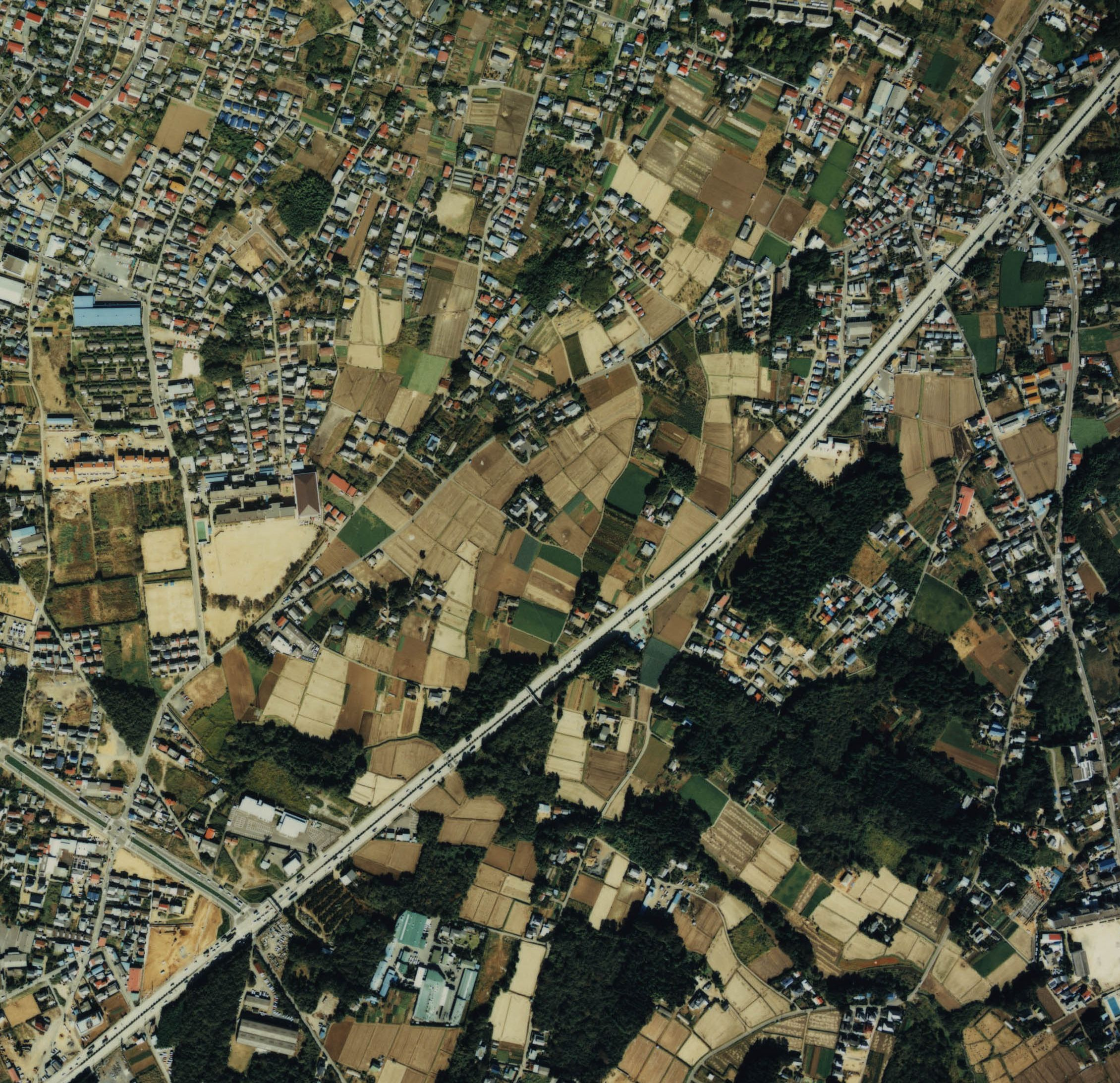
水戸バイパスの航空写真

水戸バイパス（みとバイパス）は、水戸市内を走る国道6号と国道50号のバイパスである。

## 国道6号水戸バイパス
東茨城郡茨城町の長岡立体から水戸市を経て、ひたちなか市の枝川立体に至る国道6号のバイパス道路（現道）である。

### 概要
1973年10月完成。国道51号と交差する渋井町交差点を除いて、交差点は平面交差である。全区間が4車線。延長13.5km。それまでの水戸中心市街地を通過した国道6号旧道よりも東側に並行して位置する道路で、茨城町長岡 - 水戸市吉沢町・住吉町・酒門町・浜田町・若宮町 - ひたちなか市市毛のルートをたどり、那珂川を渡る橋も、水府橋・寿橋よりも下流に位置する水戸大橋となった。北関東自動車道とは、茨城町東インターチェンジで接続し、国道50号水戸バイパス及び東水戸道路一般部とは酒門町交差点で交差する。
旧道は、茨城町長岡から水戸市笠原（現在の茨城県庁前）を通過して水戸駅北口を経由し、那珂川に架かる水府橋を渡って勝田市（現ひたちなか市）市毛へ到達するルートであったが、水戸市内の国道6号旧道の通行車両増大による交通渋滞が続いていたことから渋滞緩和を目的に水戸バイパスが建設され、1971年（昭和46年）3月25日に全線開通した。道路の線形は、従来の旧道との比較をすれば、全線を通じて、より直線的に連続する見通しの良い道路となった。水戸バイパス開通によって、これまで水戸中心街を通過していた国道6号旧道は、1971年（昭和46年）4月30日に建設省所管から茨城県に移管されて県道に降格となっており、現在では、茨城県道50号水戸神栖線の一部・茨城県道232号市毛水戸線（水戸駅前の国道51号の一部を含む）になっている。

### 交差する道路
- 上側が起点側、下側が終点側。左側が上り線側、右側が下り線側。

| 交差する道路                             | 交差する道路                   | 交差する場所 | 交差する場所 | 東京から (km) |
| ---------------------------------------- | ------------------------------ | ------------ | ------------ | ------------- |
| 国道6号（茨城町バイパス） 土浦・石岡方面 |                                |              |              |               |
| 県道40号内原塩崎線                       | 県道50号水戸神栖線             | 茨城町       | -            | 99.3          |
| 県道40号内原塩崎線                       | 県道50号水戸神栖線             | 茨城町       | 長岡新田     |               |
| 県道180号長岡水戸線                      | -                              | 茨城町       | -            |               |
| E50 北関東自動車道 茨城町東IC            | E50 北関東自動車道 茨城町東IC  | 茨城町       | 矢頭団地入口 | 101.7         |
| -                                        | 県道180号長岡水戸線            | 水戸市       | 東野町       | 102           |
| 県道50号水戸神栖線                       |                                | 水戸市       | 警察学校入口 |               |
| 東水戸道路（中石崎・水戸南I.C方面）      | 国道50号（水戸バイパス）       | 水戸市       | 酒門町       | 105.5         |
| 県道179号中石崎水戸線 中石崎方面         | 県道179号中石崎水戸線 浜田方面 | 水戸市       | 酒門町北     |               |
| 県道235号下入野水戸線 下入野方面         | 県道235号下入野水戸線 千波方面 | 水戸市       | 太刀洗       |               |
| 国道51号                                 | 国道51号                       | 水戸市       | 渋井町       | 108.3         |
| 県道174号小泉水戸線                      | 県道174号小泉水戸線            | 水戸市       | 浜田十字路   | 109.1         |
| -                                        | 県道232号市毛水戸線            | ひたちなか市 | 枝川立体     | 111.5         |
| 国道6号（勝田拡幅） 日立・東海方面       |                                |              |              |               |

### 歴史
かつて水戸市内の国道6号の道筋は、千波湖畔を経て旧国鉄常磐線陸橋の梅戸橋（1938年〈昭和13年〉竣工）を渡って旧水戸市役所（現・水戸京成ホテルが立地）下の銀杏坂交差点 - 水戸駅前を通り、東屋旅館（現・三の丸ホテル）角 - 大手橋（陸橋）から那珂川に架かる水府橋（1931年〈昭和6年〉3月竣工）へ出た。1945年（昭和20年）8月の終戦後は、水戸市宮町二丁目の東照宮下の髙島屋（現・NTTドコモ水戸ビルが立地）前から銀杏坂を経ていた道路は、真っ直ぐ水戸駅前に出るように付替えされた。
この道筋は明治時代の陸前浜街道（水戸街道）を踏襲するもので、大正・昭和時代へと引き継がれたときに道路改良工事によって曲路が直路となり、並木敷が拡張されて広い道に変化していったが、昭和30年代から始まるモータリゼーションによる車両増で交通渋滞が続いていたことから、全国的な国道バイパス開通の流れで、茨城町大字長岡（旧長岡宿駅） - 水戸市吉沢町・住吉町・酒門町・浜田町・若宮町（旧・水戸市下市の東側） - 勝田市市毛間が、1971年（昭和46年）3月25日に竣工した。旧・下市付近は1970年（昭和45年）6月に開通した。国道6号水戸バイパスの完成により、那珂川の水府橋を通過していた国道6号は、勝田市枝川の寿橋（最初の国道6号）から約500メートル下流の水戸大橋を通過して、勝田市市毛へ北上するルートへと変更された。

#### 年表
- 1966年5月 : 着手
- 1967年9月 : 水戸大橋（那珂川）着手
- 1968年12月 : 長岡 - 51号I.C（延長9.5km、暫定2車線下り線）供用
- 1970年3月 : 51号I.C - 勝田市市毛下り約4km完成
- 1970年 : 全線開通。上り線着手
- 1972年3月 : 起点長岡 - 51号I.C9.5km（上り2車）完成、4車線で供用
- 1973年10月 : 51号交差部 - 終点市毛（延長13.5km）4車線全線供用

### 交通量
平日24時間交通量（台）
| 区間                                 | 平成22（2010）年度 | 平成27（2015）年度 | 令和3（2021）年度 |
| ------------------------------------ | ------------------ | ------------------ | ----------------- |
| 内原塩崎線 - 水戸神栖線              | 31,177             | 30,057             | 29,126            |
| 水戸神栖線 - 塩ヶ崎茨城線            | 33,249             | 33,304             | 30,470            |
| 塩ヶ崎茨城線 - 長岡水戸線            | 33,249             | 33,304             | 30,470            |
| 長岡水戸線 - 北関東自動車道          | 33,249             | 33,304             | 30,470            |
| 北関東自動車道 - 茨城町・水戸市 境   | 46,236             | 44,751             | 35,207            |
| 茨城町・水戸市 境 - 長岡水戸線       | 46,236             | 44,751             | 35,207            |
| 長岡水戸線 - 水戸神栖線              | 46,236             | 44,751             | 35,207            |
| 水戸神栖線 - 一般国道6号             | 46,236             | 44,751             | 35,207            |
| 一般国道6号 - 中石崎水戸線           | 46,636             | 45,315             | 41,901            |
| 中石崎水戸線 - 一般国道51号          | 46,636             | 45,315             | 41,901            |
| 一般国道51号 - 小泉水戸線            | 46,636             | 45,315             | 41,901            |
| 小泉水戸線 - 水戸市・ひたちなか市 境 | 46,636             | 45,315             | 41,901            |
| 水戸市・ひたちなか市 境 - 市毛水戸線 | 46,636             | 45,315             | 41,901            |

2005年度（平成17年度道路交通センサスより）
- 東茨城郡茨城町長岡 : 37,638
- 水戸市東野町264-1 : 44,063
- 水戸市酒門町 : 55,582
- 水戸市城東5-277-1 : 52,465

（出典：平成17年度道路交通センサス・平成22年度道路交通センサス・平成27年度全国道路・街路交通情勢調査・令和3年度全国道路・街路交通情勢調査〈国土交通省ウェブサイト〉より一部データを抜粋して作成）

## 国道50号水戸バイパス
水戸市の大塚池の端立体から酒門町交差点までを結ぶ国道50号のバイパス道路。ここでは、現道拡幅区間である西水戸拡幅についても述べる。

### 概要
北関東自動車道、常陸那珂開発により予想される交通量増加への対応および、水戸市街を通過する国道50号の渋滞緩和を目的に、常磐自動車道水戸IC付近から国道6号水戸バイパスまで、市街地南部を環状に結ぶ延長11.6kmのバイパス道路。水戸市加倉井町を起点に同市南部地区を迂回して、同市酒門町で国道6号水戸バイパスに接続する。加倉井町から大塚池の端までが西水戸拡幅、大塚池の端から酒門町までが水戸バイパスに分かれる。水戸バイパス終点の酒門町交差点では、国道6号の支線である東水戸道路一般部（けやき台団地・水戸南インターチェンジ方面）に直結している。
1992年12月完成。バイパスと現道の分岐点より2km西側に、水戸ICが位置する。全区間が4車線。沿線にはロードサイド店舗が多い。バイパス開通後の現道も国道50号の指定を受けている。

### 歴史
- 1982年（昭和57年）：工事着工[7]。
- 1984年（昭和59年）3月：常磐自動車道開通に合わせて水戸IC - 岩間街道間（約4km）を供用開始[8]。
- 1985年（昭和60年）3月16日：岩間街道 - 旧国道6号 - 都市計画道路梅香下千波線の5.8km区間を暫定2車線にて供用開始[6][8]。
- 1986年（昭和61年）：暫定2車線で全線開通[7]。
- 1989年（平成元年）3月：大塚高架橋が完成[7]。
- 1991年（平成3年）8月：河和田高架橋が完成[7]。
- 1992年（平成4年）3月：米沢高架橋が完成[7]。

### 道路施設
- 大塚高架橋（JR常磐線、水戸市大塚町 - 河和田）
- 河和田高架橋（水戸市河和田町）
- 米沢高架橋（水戸市笠原町 - 元吉田町）

### 交差する道路
- 上側が起点側、下側が終点側。左側が上り線側、右側が下り線側。

| 交差する道路                                  | 交差する道路              | 交差する場所 | 交差する場所      |
| --------------------------------------------- | ------------------------- | ------------ | ----------------- |
| 国道50号（西水戸拡幅） 筑西・笠間方面         |                           |              |                   |
| -                                             | 国道50号現道 水戸市街方面 | 水戸市       | 大塚池の端        |
| 市道飯島河和田線                              | 市道飯島河和田線          | 水戸市       | 赤塚小南          |
| 県道30号水戸岩間線                            | 県道30号水戸岩間線        | 水戸市       | 河和田町          |
| 県道59号玉里水戸線                            | 県道59号玉里水戸線        | 水戸市       | 河和田町南        |
| 市道河和田7号線                               | 市道河和田7号線           | 水戸市       | 河和田第2歩道橋脇 |
| 市道見川丹下線                                | 市道見川丹下線            | 水戸市       | 見川町            |
| 市道寿136号線                                 | アナハイム通り            | 水戸市       | 桜の牧高前        |
| 市道寿2号線                                   | 市道寿2号線               | 水戸市       | 小吹町入口        |
| 市道千波田向井線                              | 市道千波田向井線          | 水戸市       | 木工団地北        |
| 県道50号水戸神栖線                            | 県道50号水戸神栖線        | 水戸市       | サントル千波      |
| さくら通り                                    | さくら通り                | 水戸市       | 米沢町            |
| -                                             | 駅南中央通り              | 水戸市       | 水戸工業高校東    |
| 県道180号長岡水戸線                           | 県道180号長岡水戸線       | 水戸市       | 吉田小南          |
| 国道6号水戸バイパス                           | 国道6号水戸バイパス       | 水戸市       | 酒門町            |
| 国道6号東水戸道路一般部 中石崎・水戸南I.C方面 |                           |              |                   |

## 酒門町交差点
酒門町交差点（さかどちょうこうさてん）は、茨城県水戸市酒門町3218番地にある、国道6号と国道50号バイパスが交差する交差点。交差点付近の交通量が多く、茨城県内の直轄国道の中で混雑度が最も高くなっており、2020年には茨城県内で最も事故の多い交差点となっているほか、毎年事故が多い。そのため、立体化事業が進められている。

### 酒門町交差点立体

#### 概要
1988年（昭和63年）4月に都市計画が決定し、2021年（令和3年）4月に事業化された。完成により交通渋滞の緩和や交通事故の減少といった効果が期待されている。

#### 路線データ
（出典：）
- 起点：茨城県水戸市酒門町
- 終点：茨城県水戸市住吉町
- 延長：1.1 km
- 区分：3種1級
- 設計速度：80 km/h
- 計画幅員：40.00 m
- 車線数：4車線